# Utopismo tecnológico
Utopismo tecnológico (también conocido como tecno-utopismo o tecnoutopismo) se refiere a cualquier ideología basada en la creencia de que los avances en ciencia y tecnología conducirán a una utopía, o al menos ayudarán a cumplir algún ideal utópico.

## Ejemplos

### Francis Bacon
Francis Bacon es considerado el primer pensador de la época industrial. Su pensamiento confía en el avance de la técnica alcanzada por medio del método científico para resolver los problemas de la humanidad y retornar al perdido "estado adámico". Este estado adámico supone el fin de su pensamiento, el cual, conjuga por un lado el elemento técnico-científico y por otro, el elemento religioso. Fue tan creyente como optimista. Su pensamiento supone en definitiva, una intersección entre el progreso material y los anhelos trascendentes. Puede ser considerado por esto, el primer gran pensador que de forma explícita, manifiesta un pensamiento de utopismo tecnológico.

### Movimiento socialista siglo XIX
Karl Marx consideraba que la ciencia y la democracia eran las manos derecha e izquierda de lo que el llamaba el movimiento del reino de la necesidad al reino de la libertad. Decía que los avances en ciencia, ayudaban a deslegitimar el gobierno de los reyes y el poder de la Iglesia Cristiana, y otras teocracias.
Marx y Engels previeron más dolor y conflicto, pero concordaron con el inevitable fin. Los marxistas argüían que el avance de la tecnología extendería las bases no sólo para la creación de una nueva sociedad, con diferentes relaciones de propiedad, sino también para la emergencia de nuevos seres humanos reconciliados con la naturaleza y consigo mismos. En lo alto de la agenda para los proletarios empoderados estaba “incrementar las fuerzas productivas totales tan rápidamente como fuera posible”. La izquierda del siglo XIX y principios del XX, desde los socialdemócratas a los comunistas, estaba enfocada en la industrialización, el desarrollo económico y la promoción de la razón, la ciencia y la idea del progreso.
Sin embargo debe hacerse notar que hubo tendencias del movimiento socialista que fueron algunas veces más retrógradas, y que fueron más escépticas o incluso hostiles al progreso tecnológico. (Ver elementos como: el movimiento ludita, John Ruskin, el movimiento Arts and Crafts, algunas sectores anarquistas, y algunos tipos de socialistas cristianos. Esos elementos tendían a dar voz a los trabajadores afectados por la tecnología que eliminaba sus trabajos, pequeños artesanos, ciertos sectores de la clase media, algunos elementos rurales, y otros a quienes su posición de clase se sustentaba más en una sociedad preindustrial.)

### Capitalismo siglo XIX
Debe notarse que el entusiasmo por la tecnología no estaba enteramente confinado a la izquierda en ese periodo. Estamentos de pensadores capitalistas y pro-capitalistas aplaudían el desarrollo capitalista de las fuerzas productivas, y defendían cada noticia, proyecto provechoso como otro paso adelante del "progreso".

### Eugenesia
Tanto ascendiente tuvo la ciencia y el progreso social como la promoción de la eugenesia. Participando tanto en los estudios familiares en eugenesia como en los de Jukes y Kallikak, la ciencia había probado que muchos rasgos tales como la criminalidad y el alcoholismo eran hereditarios, y muchos abogaban por la esterilización de quienes mostrasen rasgos negativos. Fueron implementados programas de esterilización forzosa en varios estados en los Estados Unidos.
Tras Auschwitz, el optimismo de la visión positivista cedió ante concepciones más pesimistas de la ciencia. El holocausto, como Theodor Adorno subrayó, pareció hacer añicos el ideal de Condorcet y otros pensadores de la Ilustración, quienes comúnmente identificaban el progreso científico con el progreso social.

### Utopías inspiradas en el impacto de los medios de transporte
Muchos pensaron que el avance del medios de transporte, primero el ferrocarril y luego el avión, facilitaría la comunicación entre personas distantes y llevaría al entendimiento entre los pueblos y provocaría una paz duradera y un mundo más justo.

### Utopías inspiradas en el impacto de los medios de comunicación
Muchos pensaron que el avance entre los medios de comunicación, primero el telégrafo, luego la radio, más tarde la televisión y finalmente Internet, facilitaría la comunicación entre los pueblos lo que sería garantía de la paz mundial y de la extensión planetaria de la democracia. Sin embargo la realidad demuestra que esto no ha sucedido.

#### Ciberutopía
Desde los 1990s, con la cada vez creciente presencia de Internet en algunas sociedades, empezó a florecer una nueva forma de tecnoutopismo, basado en la creencia de que el cambio tecnológico revolucionaría los asuntos humanos (determinismo tecnológico), y que la tecnología digital en particular - de la cual Internet no sería sino un modesto precursor - incrementaría la libertad personal, liberando al individuo del rígido abrazo del gran gobierno burocrático. La conexión en tiempo real entre personas  el acceso generalizado y aparentemente libre a tantísima información romperían el control social por parte de los poderes tradicionales. Por otro lado los "trabajadores auto-empoderados de conocimiento" presentarían a las jerarquías tradicionales como redundantes; las comunicaciones digitales les permitiría a ellos escapar de la ciudad moderna, un "obsoleto remanente de la era industrial".
Con el tiempo, al observar el impacto de Internet en un mundo global, muchos han revisado sus creencias evolucionando a formas de ciberescepticismo (una forma de tecnorrealismo).

## Principios
Bernard Gendron, un profesor de filosofía de la Universidad de Wisconsin-Milwaukee, define los cuatro principios del utopismo tecnológico moderno como siguen:
1. Actualmente estamos sufriendo una revolución (postindustrial) en tecnología;
2. En la era postindustrial, el crecimiento tecnológico será sostenido (como mínimo);
3. En la era postindustrial, el crecimiento tecnológico conducirá al fin de la escasez económica;
4. La eliminación de la escasez económica llevará a la eliminación de todos los mayores males sociales.

## Críticas
Los críticos claman que la identificación del progreso social con el progreso científico es una forma de positivismo y cientifismo. Los críticos del moderno tecnoutopismo liberal apostillan que tiende a enfocarse en la "interferencia gubernamental" mientras desechan los efectos positivos de la regulación de los negocios. También apuntan que tiene poco que decir ante el impacto ambiental de la tecnología y que sus ideas tienen poca relevancia para gran parte del mundo que está aún empobrecido.